# Charles Lee
Charles Lee (født 6. februar 1732, død 2. oktober 1782) var en britisk soldat, som blev plantageejer i Virginia, USA.
Lee gjorde tjeneste i den kontinentale hær under den amerikanske uafhængighedskrig med slutrang som generalmajor.
Lee havde ikke noget specielt godt forhold til George Washington, som han mente var uegnet som øverstkommanderende. Trods det dårlige forhold til den øverstkommanderende var Lee på et tidspunkt Washingtons fungerende næstkommanderende grundet dårligt helbred hos den officielle næstkommanderende, generalmajor Artemas Ward.